# International Certification of Digital Literacy
International Certification of Digital Literacy (ICDL) ist ein international anerkanntes Informatik-Zertifikat für den Erwerb digitaler Kenntnisse und Fähigkeiten. Vorher bekannt als European Computer Driving License (ECDL) bzw. „Europäischer Computerführerschein“ wurde das Zertifizierungsprogramm 2019 auch im europäischen Raum in ICDL umbenannt, inhaltlich aktualisiert und an die Bedürfnisse des Arbeitsmarktes angepasst. Das Zertifikat bescheinigt wesentliche Kenntnisse und Fähigkeiten, die in einer digitalisierten Arbeitswelt zur Beschäftigungsfähigkeit beitragen. Die ECDL-Zertifikate behalten nach der Umbenennung ihre Gültigkeit.
Das ECDL-/ICDL-Programm wird weltweit seit 1997 angeboten und ist inzwischen in über 100 Ländern verbreitet. Die internationale Koordination übernimmt dabei die ICDL-Stiftung, eine Non-Profit-Organisation.
Bei den Prüfungen des ICDL-Programms handelt es sich um international standardisierte Prüfungen, die online durchgeführt werden. Seit dem weltweiten Ausbruch der COVID-19-Pandemie können die ICDL-Prüfungen unter bestimmten Voraussetzungen auch unter Online-Beaufsichtigung abgenommen werden, sodass weder Prüfer noch Prüfling das Haus verlassen müssen.
In Deutschland sind ICDL-Prüfungen in Fernaufsicht seit dem 1. April 2020 zugelassen. Innerhalb der ersten zwei Monate wurden hier mehr als 1000 ICDL-Prüfungen in Fernaufsicht durchgeführt.

## ICDL in Deutschland
Die Umsetzung des Programms in den einzelnen Ländern obliegt den nationalen Zertifizierungsorganisationen. In Deutschland ist dies seit dem Start des Programms die DLGI mbH, die als Ableger der Gesellschaft für Informatik gegründet wurde.
Die DLGI verantwortet unter Auflagen der internationalen ICDL-Stiftung die inhaltliche Weiterentwicklung und die Akkreditierung der nationalen Testzentren für die ICDL-Zertifizierung. Aktuell gibt es etwa 1600 akkreditierte ICDL-Testzentren in Deutschland. Dazu gehören Unternehmen, Organisationen, Hochschulen, Schulen und Weiterbildungsträger.
Zu den Testzentren gehören u. a. das Bundesinstitut für Berufsbildung, die Hochschule Mainz, die Fachhochschule Dortmund und das Pädagogische Landesinstitut Rheinland-Pfalz, welches das Programm auch für Lehrkräfte in der Breite anbietet. Beim Medizintechnikhersteller B. Braun Melsungen ist der ICDL in der Ausbildung ein fest integrierter Bestandteil zur IT-Qualifikation der jährlich etwa 120 Auszubildenden am Standort Melsungen. Durch den ICDL werden im Unternehmen wichtige Kompetenzen wie Tabellenkalkulation, IT-Sicherheit und Datenschutz zertifiziert.

## ICDL in der Schweiz
In der Schweiz wird nach wie vor die Abkürzung ECDL verwendet, allerdings neu als European Certificate of Digital Literacy ausgeschrieben. Am 1. Januar 2020 wurden die Tätigkeiten ECDL, Schweiz von PSI Services LLC an die Digital Literacy AG, Basel übergeben.

## Inhalte und Programmstruktur

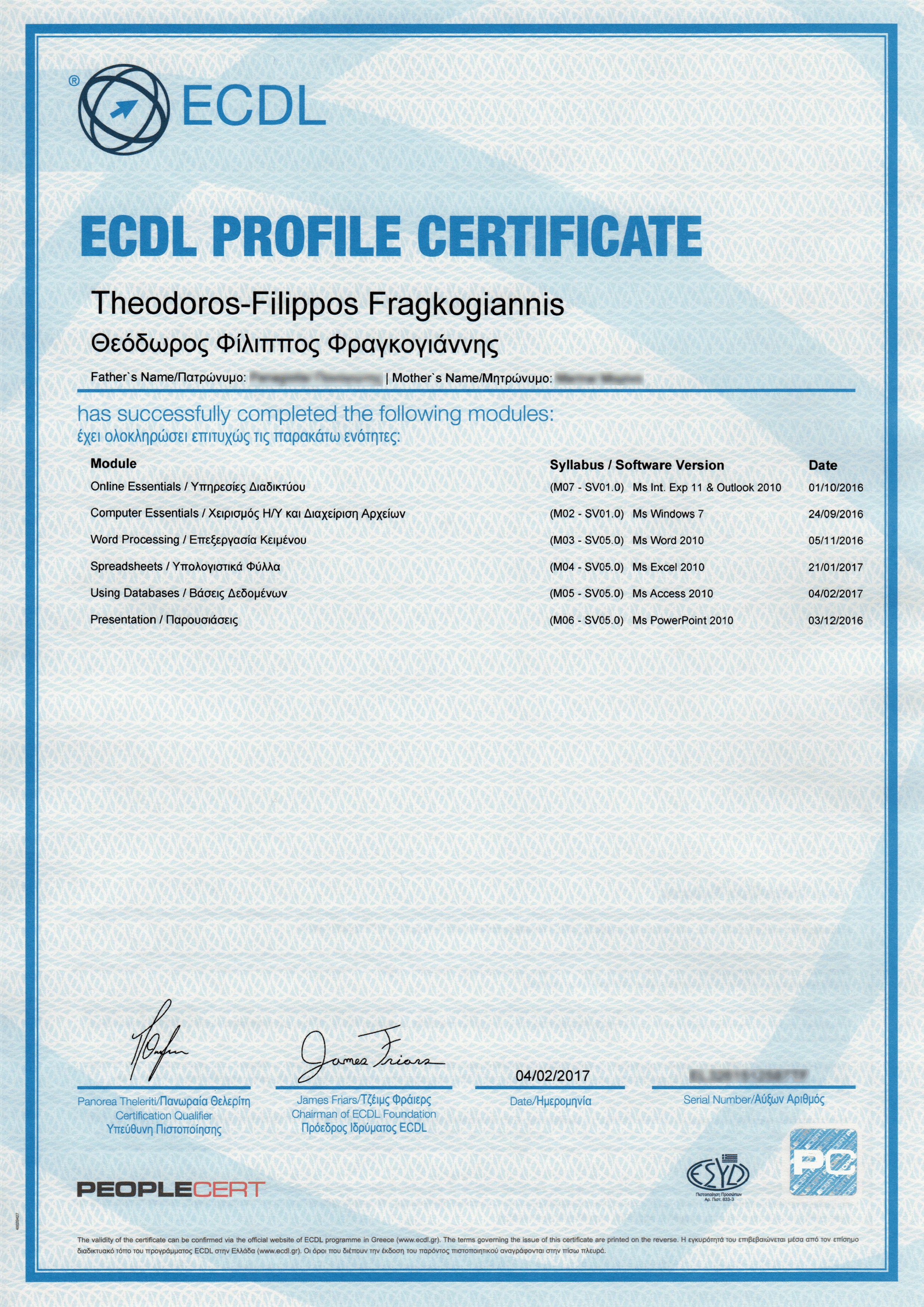
Zertifizierung ECDL Profile ausgestellt in Griechenland im Februar 2017.

### Orientierung an unabhängigen internationalen Standards
Die Inhalte und Syllabi der ICDL-Module orientieren sich inhaltlich an den Anforderungen des DigComp 2.0, dem Europäischen Referenzrahmen für digitale Kompetenzen. Er wurde von der Europäischen Kommission in ihrer Gemeinsamen Forschungsstelle entwickelt, wird dort weiterentwickelt und definiert in einem Kompetenzraster die Fähigkeiten und Fertigkeiten, die für Bürger in einer digitalen (Arbeits-)Welt relevant sind.
Die ICDL-Stiftung orientiert sich bei der Entwicklung der europäisch und weltweit standardisierten Lerninhalte der ICDL-Module am Referenzrahmen DigComp und bildet so die dort festgelegten Kompetenzen zu einem wichtigen Teil ab. So konnte in der im Juni 2018 veröffentlichten UNESCO-Studie A Global Framework of Reference on Digital Literacy Skills for Indicator der ICDL als relevantestes Zertifikat für den Nachweis von digitalen Kompetenzen ermittelt werden.
Im Bericht der Europäischen Stiftung für Berufsbildung ETF (European Training Foundation) Digital skills and competence, and digital and online learning für das Jahr 2018 werden ICDL-/ECDL-Module inhaltlich mit den nach dem Digcomp erforderlichen Kompetenzen verglichen. Der Bericht beschreibt den Europäischen Computerführerschein ECDL als eine der weltweit erfolgreichsten Initiativen und den weltweit führenden Zertifizierungsprozess für Computerkenntnisse.

### Modularer Aufbau
Das Zertifizierungsprogramm setzt sich modular zusammen. Jedem Modul liegt ein international standardisierter Lernzielkatalog (Syllabus) zugrunde, der alle möglichen prüfungsrelevanten Inhalte eines Moduls enthält. Dieser Syllabus wird regelmäßig angepasst und aktualisiert.
Die Module werden je nach Inhalt in die Kategorie „ICDL Workforce“ oder „ICDL Professional“ unterteilt. Die Module der Kategorie ICDL Workforce umfassen die digitalen Fähigkeiten, die heute im modernen Arbeitsumfeld branchenunabhängig erforderlich sind. Die Module der Kategorie ICDL Professional umfassen spezifische digitale Inhalte und digitale Fähigkeiten und Kenntnisse auf fortgeschrittenem Niveau. Je nach Branche oder Spezialisierungsgrad können hier passende Module für eine Zertifizierung ausgewählt werden.

### Produktneutralität
Die ICDL-Module sind neutral formuliert und geben keine Rückschlüsse auf bestimmte Softwarehersteller und -versionen. Auch die Lernzielkataloge sind im Sinne einer Kompetenzorientierung neutral gehalten. Dem Prüfling stehen unterschiedliche Prüfungen für die anwendungsorientierten Module zur Verfügung. Er kann wählen, ob er die Prüfung unter Microsoft-Produkten, OpenOffice oder LibreOffice ablegen möchte.

## Bedeutung der ICDL Zertifizierung in der Berufsvorbereitung und Weiterbildung
Die ICDL-Lerninhalte und Prüfungen richten sich sowohl an (Berufs-)Schüler wie auch an Erwachsene.
Eine Untersuchung des Wolfgang-Schulenberg-Institutes für Bildungsforschung und Erwachsenenbildung an der Universität Oldenburg hinterfragte die Bedeutung eines ECDL-/ICDL-Zertifikates bei der Bewerbung: 66 % der Schüler mit Zertifikat wurden zum Vorstellungsgespräch eingeladen, 43 % der Schüler ohne Zertifikat wurden eingeladen. Der Unterschied ist statistisch signifikant. 42 % der Schüler mit Zertifikat wurden im Vorstellungsgespräch auf ihr Zertifikat angesprochen.

## Barrierefreiheit der ICDL-Prüfungen
ECDL-/ICDL-Prüfungen können barrierefrei abgelegt werden. Das Angebot richtet sich an Sehbehinderte und Blinde, Hörbehinderte und Gehörlose, Menschen, die in ihrer Mobilität und Bewegungsfreiheit eingeschränkt sind und an Menschen mit Lernschwierigkeiten, wie Legasthenie oder Dyskalkulie, also einer Lese- oder Rechenschwäche. Diese Personengruppen dürfen Techniken und Technologien verwenden, die ihnen helfen, ihre Einschränkung zu kompensieren. Darunter fällt zum Beispiel der Einsatz von Screenreadern, Spezialtastaturen oder Kopfmäusen sowie die Begleitung eines Gehörlosen durch einen Gebärdensprachdolmetscher. Wie bei anderen Abschluss- oder Zwischenprüfungen wird auch bei den ICDL-Prüfungen ein Ausgleich in Form der Zeitverlängerung gewährleistet.